# Qàlat Rabah
Qàlat Rabah (àrab: قلعة رباح, Qalʿat Rabāḥ, literalment ‘fortalesa de Rabah’, en referència al nom d'aquell a qui es va donar el lloc al segle viii) fou una ciutat musulmana a la península Ibèrica, fundada durant l'emirat de Qúrtuba en la ruta que unia Qúrtuba amb Tulàytula, actualment coneguda com a Calatrava la Vieja.
L'any 853 la ciutat fou presa pels rebels de Toledo que s'enfrontaven a l'emir Muhàmmad ibn Abd-ar-Rahman, però fou recuperada per Al-Hàkam I el 854 i reconstruïda per fer-la capital d'un ampli territori. Un cop el califat de Còrdova es va desintegrar en taifes, la ciutat va oscil·lar alternativament a l'òrbita de la taifa de Toledo, Badajoz i Sevilla, i quedant com a posició musulmana més avançada enfront Toledo quan aquesta fou conquerida el 1085.
Conquerida per Alfons VII de Castella en el 1147 i donada la importància estratègica com a baluard avançat de Toledo, el rei va voler assegurar la defensa lliurant-la a l'Orde del Temple, però uns anys més tard, davant l'embranzida islàmica, l'Orde del Temple va donar l'empresa per perduda, i va retornar la fortalesa a Sanç III de Castella.
Sanç III de Castella va reunir als seus notables i va oferir la castellanitzada Calatrava a qui es fes càrrec de la seva defensa. Entre la sorpresa i les bromes dels nobles, Ramon de Fitero, abat del monestir cistercenc de Fitero va acceptar el repte i el rei va complir la seva paraula. En poc temps es va formar un exèrcit de més de 20.000 monjos-soldat aragonesos, organitzats per Diego Velázquez a les proximitats de Calatrava. Davant aquesta força, els àrabs van declinar entrar en batalla, retirant-se cap al sud.
El 1195, després de la batalla d'Alarcos, fou conquerida pels musulmans, però Alfons VIII de Castella la va recuperar el 1212 durant la campanya que dugué a la batalla de Las Navas de Tolosa, i la va retornar a l'Orde de Calatrava, que es va treslladar a un punt més estratègic proper a Sierra Morena: Calatrava la Nueva, mentre que l'antiga seu es va convertir en una declinant comanda.